# Ipatinga
Ipatinga là một đô thị thuộc bang Minas Gerais, Brasil. Đô thị này có diện tích 165,509 km², dân số năm 2007 là 238397 người, mật độ 1440,4 người/km².